# Релайнінг
Релайнінг — введення в пошкоджену трубу нової труби меншого діаметра, що ідеально підходить для труб з великим ступенем зносу. Метод впроваджується з 1940-х років.
У загальному випадку — метод санації та відновлення трубопроводів, коли новий трубопровід прокладається всередині без розкриття (або з частковим розкриттям), а також без демонтажу старого трубопроводу.
Одним із варіантів є прокладання нових труб у старому трубопроводі. У цьому випадку старий трубопровід розкривається в декількох місцях, через ці місця доставляють нові труби, які одна за одною зсуваються всередину, утворюючи новий трубопровід. Найчастіше, простір між старими та новими трубами заповнюється цементно-піщаною сумішшю або іншими заповнювачами для розподілу навантаження та відновлення стійкості.
Метод «труба в трубі» полягає у протягуванні всередині існуючого трубопроводу безперервної труби меншого діаметра.
Метод "труба в трубі" передбачає введення в існуючу трубу гнучкої полімерної оболонки, яка формує новий водонепроникний шар. Використання композитних рукавів (CIPP) забезпечує відновлення внутрішньої поверхні труби шляхом введення спеціального полімерного вкладиша, який затвердіває і створює нову конструкцію.
Іншим варіантом, що не вимагає розкриття старого водопроводу та заповнення простору між новою трубою і старою, є санація методом «панчоха» (санація полімерним рукавом), при якому в трубу, що підлягає реконструкції, вводиться гнучкий композитний рукав, який після розкриття та затвердіння являє собою нову надміцну трубу, що повністю переймає всі навантаження.
Релайнінг використовується, зокрема, для ремонту старих міських водопроводів у місцях із щільною забудовою. 